# Sanne Brüel
Sanne Brüel (født 12. april 1952 i København, død 17. juni 2011 i Odense) var en dansk skuespiller, komponist og sanger, der bl.a. blev kendt fra DR's julekalender Jullerup Færgeby, hvor hun lagde stemme til figuren Kaja. 
Sanne Brüel var tvillingesøster til Rebecca Brüel, som hun sang sammen med i Jomfru Ane Band. Hun var mor til sangerinden Kaya Brüel og datter af sangerinde og skuespiller Birgit Brüel og jazzmusiker og arkitekt Max Brüel. Udover Rebecca havde Sanne halvsøsteren Michaela og stedsøsteren Puk.